# Віньфук
Віньфук (в'єт. Vĩnh Phúc) — провінція у північній частині В'єтнаму, у долині річки Хонгха. Адміністративний центр провінції — місто Віньєн, розташоване за 63 км від Ханоя. Площа становить 1232 км²; населення за даними перепису 2009 року — 999 786 осіб. Щільність населення — 812,37 осіб/км².
1 серпня 2008 частину провінції — історичний район Мелінь (в'єт. Mê Linh) — було передано Ханою.
Національній склад населення (за даними перепису 2009 року): в'єтнамці — 956 927 осіб (95,71 %), санзіу — 36 821 особа (3,68 %), інші — 6 038 осіб (0,60 %).